# Pierre Froidebise
Pierre Froidebise (* 15. Mai 1914 in Ohey; † 28. Oktober 1962 in Lüttich) war ein belgischer Organist und Komponist.

## Leben
Pierre Froidebise, Sohn eines Apothekers, erhielt seit seiner frühen Kindheit Klavierunterricht. Während seiner Gymnasialzeit hatte er Kontakt zu dem Priester Camille Jacquemin, der Orgellehrer am Priesterseminar von Floreffe war und bei Vincent d’Indy studiert hatte. Jacquemin vermittelte Froidebise zu dieser Zeit an Charles Tournemire. 1934 begann Froidebise seine Studien am Brüsseler Konservatorium, hier waren unter anderem Léon Jongen, Jean Absil und Paul de Maleingreau (Orgel) seine Lehrer.
Nach Beendigung seines Studiums ließ er sich 1942 in Lüttich nieder und wurde Organist an der Kirche St. Jacques und am Priesterseminar. Wenige Monate später wurde er Dozent für Harmonielehre am Lütticher Konservatorium, eine Stelle, die er bis an sein Lebensende wahrnahm.
1943 erhielt er einen Prix de Rome (2. Preis). Pierre Froidebises Forschungen im Bereich alter Orgelmusik spiegeln sich in seiner Einspielung „Anthologie de la musique d’orgue des Primitifs à la Renaissance“ wider, die 1960 mit dem Grand Prix du Disque ausgezeichnet wurde.
Froidebises Interessen galten zahlreichen künstlerisch-kulturellen Bereichen, von der Ästhetik, der orientalischen Literatur oder dem Gregorianischen Gesang bis hin zur seriellen Musik. Er unterhielt Kontakte mit Olivier Messiaen, René Leibowitz und Pierre Boulez. Seine Begeisterung und Einfluss übertrugen sich nachhaltig auf seine Schüler, zu denen Célestin Deliège, Henri Pousseur und Philippe Boesmans gehörten.
Seine Tochter Anne Froidebise (* 4. November 1950) war von 1992 bis 2015 Professorin für Orgel am Lütticher Konservatorium.

## Werke (Auswahl)
- Sonate für Violine und Klavier (1938)
- Trio im alten Stil (1938)
- Kleine Suite für Bläserquintett
- Kantate: „La lumière endormie“ (1940)
- Kantate: „La Navigation d'Ulysse“ (1943), 2. Prix de Rome
- Petit livret d'orgue en style ancien (1957)
- Ballet: „Le bal chez le voisin“ (1957)